# Tomasz Dalasiński
Tomasz Dalasiński (ur. 1986) – polski poeta, prozaik i badacz literatury.
Laureat Nagrody Głównej X Tyskiej Zimy Poetyckiej w 2010 (za projekt tomu Zeitmusik), trzykrotnie nominowany do Nagrody Poetyckiej im. K.I. Gałczyńskiego ORFEUSZ, m.in. za najlepszą książkę roku 2018 (tom wierszy Większe) i za najlepszą książkę 2022 (za tom wierszy Sztuka zbierania mgły) oraz do Nagrody Głównej XIV Ogólnopolskiego Konkursu Poetyckiego im. Jacka Bierezina w 2008. Publikował na łamach m.in. Twórczości, Śląska, Kresów, Czasu Kultury, Toposu, Frazy, Odry, Rity Baum, Wakatu, Zeszytów Poetyckich oraz Ha!artu. Redaktor naczelny półrocznika Inter-.Literatura-Krytyka-Kultura. Doktor nauk humanistycznych w zakresie literaturoznawstwa (Uniwersytet Mikołaja Kopernika w Toruniu, 2014). Stypendysta MKiDN (2016), trzykrotny stypendysta Miasta Torunia (w 2013, 2014 i 2015) oraz dwukrotny stypendysta Marszałka Województwa Kujawsko-Pomorskiego (w 2010 i 2011) w dziedzinie kultury. Redaktor książek naukowych i krytycznych.

## Poezja
- Zmiana biegunów (Stowarzyszenie Literackie K.K. Baczyńskiego, Łódź 2009)
- Zeitmusik (Teatr Mały. Biblioteka Tyskiej Zimy Poetyckiej, Tychy 2010)
- porządek i koniec (Mamiko, Nowa Ruda 2011)
- Stosunki przegrywane (Zeszyty Poetyckie, Gniezno 2013)
- Copyright (WBPiCAK, Poznań 2016)
- Większe (Wydawnictwo Kwadratura, Łódź 2018)
- Póki nie żyjemy (poemat) (WBPiCAK, Poznań 2020)
- Sztuka zbierania mgły (WBPiCAK, Poznań 2022)
- Wiersze dla żywych (Wydawnictwo J, Wrocław 2023)
- Alte Liebe (Wydawnictwo J, Wrocław 2024)

## Proza
- Nieopowiadania (Wydawnictwo Forma, Szczecin 2016)
- Przystanek kosmos i 29 innych pieśni o rzeczach i ludziach (Wydawnictwo Forma, Szczecin 2022)
- Dzień na Ziemi i 29 nowych pieśni o rzeczach i ludziach (Wydawnictwo Forma, Szczecin 2023)

## Krytyka literacka
- Jadąc do Ciebie. Szkice o poezji Jacka Podsiadły (Instytut Literatury, Kraków 2019)
- InwarJAnty. Płynny podmiot w wierszach Adama Wiedemanna (Instytut Badań Literackich PAN, Warszawa 2024)

## Redakcja antologii
- Globalne wioski. „Inter-”. Antologia wierszy z lat 2013-2018 (Biblioteka "Inter-", Toruń 2019[10])
- mikroMAKRO. Antologia krótkich form prozatorskich (Biblioteka "Inter-", Toruń 2016[11])
- Młody Toruń poetycki - antologia (Mamiko, Nowa Ruda 2013)

## Redakcja książek naukowych i krytycznych
- Doświadczenia negatywne w poezji polskiej XXI wieku, red. Tomasz Dalasiński i Klaudia Muca (Biblioteka "Inter-", Toruń 2017[12])
- Parodia i ironia w literaturze polskiej po roku 1989. Interpretacje, red. Tomasz Dalasiński i Aleksandra Szwagrzyk-Dalasiński (Biblioteka "Inter-", Toruń 2016[12])
- Cisza. Lektura krytyczna, red. Tomasz Dalasiński, Łukasz Grajewski i Aleksandra Szwagrzyk (Biblioteka "Inter-", Toruń 2016[13])
- Zapis czasu/czas zapisu. Rozmowy (nie tylko) o książkach, red. Tomasz Dalasiński i Aleksandra Szwagrzyk (Biblioteka "Inter-", Toruń 2016[13])
- Adam Wiedemann, Poczytalność. Przygody literackie, oprac. Tomasz Dalasiński (Wydawnictwo Warstwy, Wrocław 2016[14])
- Rówieśnicy III RP. 89’+ w poezji polskiej, red. Tomasz Dalasiński i Rafał Różewicz (Biblioteka "Inter-", Toruń 2015[13])
- Nie w pierwszym szeregu. O poetach lat 90., red. Tomasz Cieślak i Tomasz Dalasiński (Biblioteka "Inter-", Toruń 2015[13])
- Poezja polska po roku 2000. Diagnozy-problemy-interpretacje, red. Tomasz Dalasiński, Aleksandra Szwagrzyk i Paweł Tański (Biblioteka "Inter-", Toruń 2015[15])
- Seksualność w najnowszej literaturze polskiej, red. Tomasz Dalasiński, Aleksandra Szwagrzyk i Paweł Tański (Biblioteka "Inter-", Toruń 2015[15])
- Kryminał - gatunek poważ(a)ny, tomy 1-2, red. Tomasz Dalasiński i Tomasz Szymon Markiewka (Biblioteka "ProLogu", Toruń 2015[16])
- Dekada kultury 1989-1999, red. Tomasz Dalasiński, Artur Jabłoński i Aleksandra Szwagrzyk (Biblioteka "Inter-", Toruń 2015[17])

## Nagrody i wyróżnienia
Nagroda Literacka im. ks. Jana Twardowskiego - wyróżnienie za "Wiersze dla żywych"